# Chiaserna
Chiaserna település Olaszországban, Marche régióban, Pesaro és Urbino megyében. 

## Népesség
A település lakossága az elmúlt években az alábbi módon változott: